# Sant Pere Patrici
Sant Pere Patrici (Petrus Patricius, Pétros Πέτρος) fou un sant grec que va viure al segle ix. La seva vida apareix a la Menaea dels grecs i està traduïda al llatí. Va lluitar en una batalla contra els búlgars el 811 en la qual l'emperador Nicèfor I va ser derrotat i mort.